# Mary Somerville
Mary Fairfax Somerville (26. prosince 1780 Jedburgh, Skotsko – 28. listopadu 1872, Neapol, Itálie) byla britská vědkyně a spisovatelka ze Skotska. Je považována za průkopnici v oblasti zapojení žen do oblasti vědy. Studovala matematiku, geometrii, geografii, algebru a astronomii. Své znalosti získala jako samouk, bez formálního vzdělání. Je autorkou několika odborných publikací. Dokázala psát velice srozumitelným a čtivým jazykem, její knihy byly uznávány jako učebnice na vysokých školách. Podporovala právo žen na vzdělání. Po Caroline Herschel se stala druhou Britkou, které její vědecká činnost přinesla široké uznání a v roce 1835 se stala čestnou členkou Královské astronomické společnosti.
Přestože díky svým knihám získala velkou popularitu, mnoho mužských kolegů její práci přehlíželo a podceňovalo.

## Život a dílo

### Mládí (Skotsko)
Byla dcerou viceadmirála sira Williama George Fairfaxe a přes svou matku Janet Margaret Chertersovou byla spřízněna s několika prominentními skotskými rody. Narodila se v domě své tety v Jedburghu, ale dětství strávila v Burntislandu v oblasti Fife, odkud pocházela její matka. Vyrůstala se svými třemi sourozenci pod matčiným dohledem, protože otec trávil hodně času na moři. Když si při jednom z návratů domů uvědomil, že jeho dcera ve věku devíti let sotva umí číst a psát, poslal ji do internátní školy pro dívky v Musselburghu. Během jednoho roku se naučila základy psaní, francouzštiny a anglické gramatiky. Po návratu domů chodila do vesnické školy a s pomocí svého strýce se učila latinu a řečtinu. Její velkou zálibou byla četba, ve strýcově knihovně měla přístup ke knihám o matematice, geometrii a zeměpise. To podnítilo její zájem ke studiu věd. Kromě toho hrála na klavír a malovala. Zimy obvykle trávila v Edinburghu, kde se zapojila do společenského života. 
V roce 1804 se seznámila se svým prvním manželem, poručíkem Samuelem Greigem. Žili v Londýně, narodili se jim dva synové. Po manželově smrti se v roce 1807 vrátila do Skotska. Byla finančně zajištěna a mohla se věnovat svým intelektuálním zájmům, především studiu matematiky a geometrie. Četla spisy astronoma Jamese Fergusona, Isaaca Newtona, v korespondenci s Williamem Walacem diskutovala o matematických problémech. Na jeho doporučení studovala spisy francouzského matematika Pierra-Simona Laplacea. V roce 1811 se jí podařilo vyřešit úlohu v matematickém časopise vydávaném Královskou vojenskou akademií a byla oceněna stříbrnou medailí. Několik řešení, z nichž dvě se vztahovala k diferenciálnímu počtu, publikovala v odborném časopise Mathematical Repository pod pseudonymem "A Lady". Svá studia si rozšířila o astronomii, chemii, geografii, mikroskopii, elektřinu a magnetismus. Ve 33 letech si pořídila vědeckou knihovnu s díly význačných evropských matematiků a fyziků. 

### Vědecká a publikační činnost (Londýn)
V roce 1812 se provdala za Williama Somervilla, inspektora armádní lékařské rady, se kterým měla čtyři děti. Na rozdíl od prvního manžela povzbuzoval její vědecké zájmy a pomáhal jí ve studiu. Od roku 1816 bydleli v Londýně a Mary Somervillová učila matematiku Adu Lovelacovou, dceru své přítelkyně Anne Isabelly Milbankové. Manželé Somervillovi žili společenským životem, měli mnoho přátel mezi intelektuály a politiky (Thomas Young, Humphry Davy, William Hyde Wollaston, Charles Babbage a další). Často cestovali po Evropě a setkávali se známými vědci, jako byli François Arago, Jean-Baptiste Biot, Georges Cuvier, Alexandr von Humboldt, Siméon Denis Poisson, Émile Mathieu. William Somerville byl zvolen za člena Královské společnosti. 

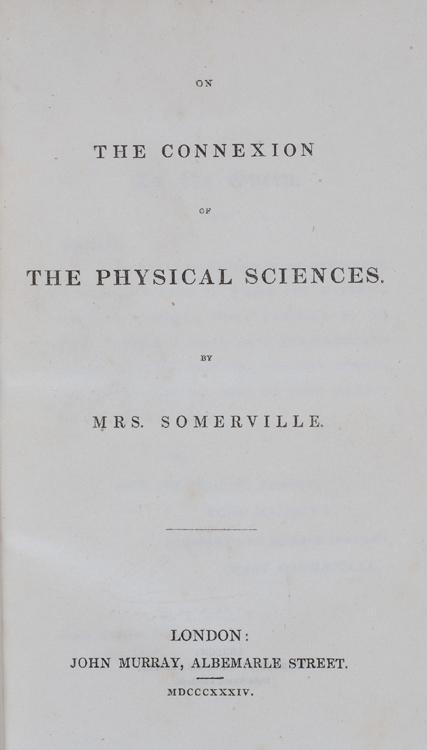
Titulní strana knihy O souvislosti fyzikálních věd (1834)

Mary Somerwillová prováděla experimenty, aby prozkoumala vztah mezi světlem a magnetismem. Její první článek, Magnetické vlastnosti fialových paprsků slunečního spektra, byl publikován v časopise Královské společnosti Proceedings of the Royal Society v roce 1826. Přestože její závěry byly chybné, dostala se do povědomí vědeckých kruhů. Experimentovala s efektem zčernání slunečního světla, reakcí používanou v raných experimentech ve fotografii. Později vyvinula svou techniku pomocí optického hranolu a rostlinných barviv, čímž vytvořila ranou verzi optického spektrometru. Sir David Brewster, vynálezce kaleidoskopu, o ní v roce 1829 napsal, že je „nejpozoruhodnější ženou v Evropě – matematičkou prvního řádu se vší jemností ženy". Díky svým znalostem matematiky a astronomie si získala uznání předních vědců v Evropě ještě předtím, než sama dosáhla všeobecné slávy. Přeložila Laplaceův spis Traité de mécanique céleste a publikace s jejími dodatky byla vydána v roce 1831 pod názvem The Mechanism of the Heavens (Nebeská mechanika). Kniha, v níž srozumitelně vysvětlila popsané matematické problémy, ji okamžitě proslavila. Až do roku 1880 byla používána jako učebnice pro vysokoškoláky na univerzitě v Cambridge.
V letech 1832–33 strávila několik měsíců v Paříži, kde obnovila stará přátelství s tamními matematiky a pracovala na své další knize, která vyšla v roce 1834 pod názvem On the Connexion of the Physical Sciences (O souvislosti fyzikálních věd). Autorka v ní shrnula tehdejší vědecké poznatky z astronomie, fyziky, chemie, geografie, meteorologie a elektromagnetismu. Vzhledem k čtivému a jednoduchému jazyku se stala  jednou z nejpopulárnějších vědeckých knih 19. století v Anglii. Byla vydána ve vyšším nákladu než Newtonova práce Principia, prodalo se více než 15000 výtisků a byla přeložena do němčiny a francouzštiny. Její úvahy v šestém vydání (1842) této práce o hypotetické planetě narušující oběžnou dráhu planety Uran vedly astronoma Adamse k následnému objevu Neptunu.
Somervillová byla v roce 1834 zvolena členkou  Bristolského filozofického institutu a Société de Physique et d'Histoire Naturelle univerzity v Ženevě. Britská vláda jí udělila civilní penzi ve výši 200 liber ročně jako uznání jejího vynikajícího postavení ve vědě a literatuře. Královská společnost, která v té době nepřijímala do svých řad ženy, se usnesla, že pořídí její bustu a umístila ji ve své budově. V roce 1835 byla zvolena čestnou členkou Královské astronomické společnosti. 
V roce 1848 vydala Physical Geography (Fyzická geografie), obsahující komplexní pohled na planetu Zemi z pohledu povrchu, hydrosféry, atmosféry, biosféry. Zdůraznila vzájemné závislosti jejích částí a vztah mezi lidmi a přírodou, přičemž prosazovala nadřazenost lidské rasy. Zabývala se vývojem člověka, původem, zvyky a jazyky existujících národů. Kniha byla první učebnicí na toto téma v angličtině a stala se její nejúspěšnější populárně-naučnou knihou. Královská geografická společnost jí za ni udělila zlatou medaili. Na své čtvrté knize Molecular and Microscopic Science (Molekulární a mikroskopická věda) pracovala 10 let. Poskytla aktuální popis nejnovějších objevů odhalených mikroskopem. Bohatě ilustrovaná kniha vyšla v roce 1869 ve dvou svazcích a třech částech. V první části Somervillová vysvětlila nejnovější poznatky o atomech a molekulách, druhá se týkala rostlinného života a třetí zkoumala život zvířat. 
V roce 1857 byla zvolena do Americké geografické a statistické společnosti, v roce 1870 do Italské geografické společnosti a stala se členkou Americké filozofické společnosti. 

### Závěr života (Itálie)

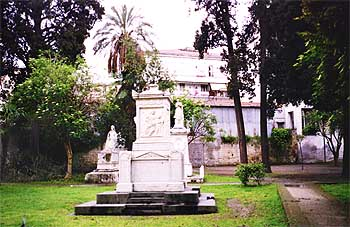
Hrob Mary Somervillové v Neapoli

Od roku 1833 Somervillová s manželem trávili většinu času v Itálii. V roce 1838 se usadili ve Florencii, ale po manželově smrti v roce 1860 se přestěhovala do Neapole i se svými dvěma dcerami. Udržovala korespondenci s velkým počtem předních vědců a zapojovala se do diskusí o aktuálních faktech a teoriích. V roce 1868, čtyři roky před svou smrtí ve věku 91 let, byla první osobou, která podepsala neúspěšnou petici Johna Stuarta Milla za volební právo žen. 
Mary Somervillová zemřela v Neapoli dne 29. listopadu 1872 ve věku nedožitých 92 let a byla tam pohřbena na anglickém hřbitově.
Rok po smrti vyšly její autobiografické Osobní vzpomínky ( Personal recollections, from early life to old age, of Mary Somerville), které napsala v pozdním věku. Ve své knize popsala překážky, kterým čelila při získávání vzdělání jako mladá dívka. Otevřeně kritizovala britské zákony, které ženám upíraly mnohá práva.

## Dílo
- 1826 "On the magnetizing power of the more refrangible solar rays" (Magnetické vlastnosti fialových paprsků slunečního spektra) – článek
- 1831 Mechanism of the Heavens (Nebeská mechanika)
- 1832 "A Preliminary Dissertation on the Mechanisms of the Heavens" (Předběžná disertační práce o mechanismech nebes)
- 1834 On the Connection of the Physical Sciences (O souvislosti fyzikálních věd)
- 1848 Physical Geography (Fyzická geografie)
- 1869 Molecular and Microscopic Science (Molekulární a mikroskopická věda)
- 1874 Personal recollections, from early life to old age, of Mary Somerville (Osobní vzpomínky od dětství do stáří Mary Somervillové)

## Posmrtné uznání

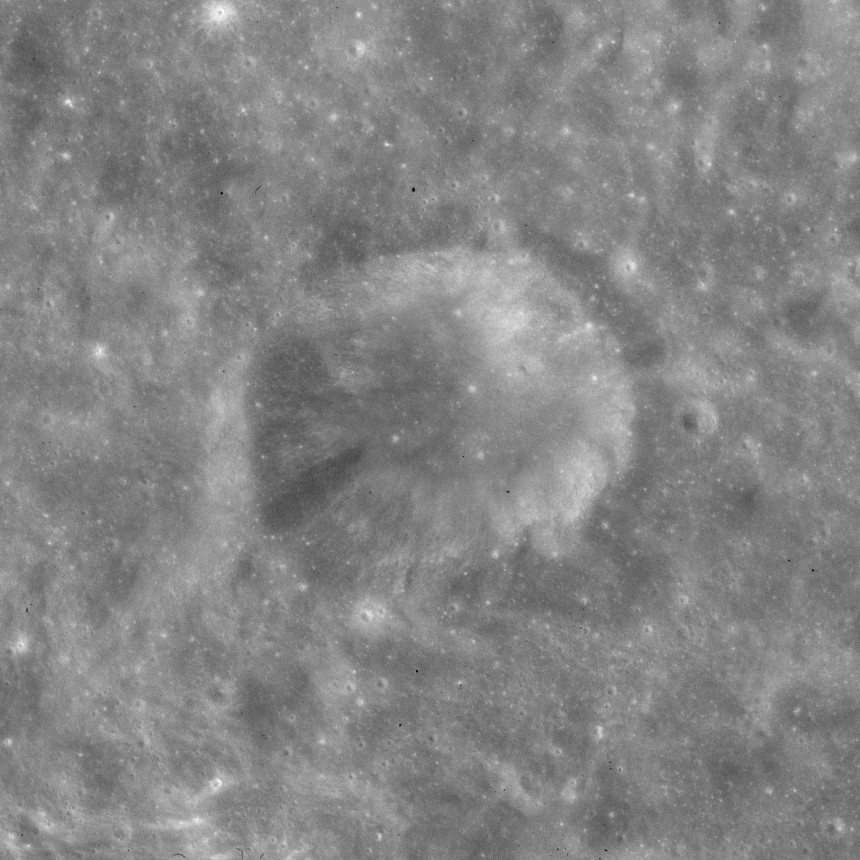
Somerville crater AS15-M-2250 na Měsíci

- Sbírka dokumentů z jejího života (více než 10000 stran) je uložena v Oxfordu. Obsahuje články vztahující se k jejímu psaní a publikační činnosti a korespondenci s rodinnými příslušníky, vědci a spisovateli, jakož i dalšími osobnostmi veřejného života.
- Byla po ní pojmenována univerzitní kolej v Oxfordu (Somerville College), založená roku 1879 pro studium dívek.
- Její jméno má od roku 1819 Somerville Island (74°44′N 96°10′W), malý ostrov v Barrowově průlivu v Nunavutu na severu Kanadského teritoria.
- Jméno Somerville nese planetka 5771 objevená v roce 1987 a malý kráter ve východní části Měsíce.